# Campeonato Mundial de Piragüismo en Maratón de 2005
El XIII Campeonato Mundial de Piragüismo en Maratón se celebró en Perth (Australia) entre el 15 y el 16 de octubre de 2005 bajo la organización de la Federación Internacional de Piragüismo (ICF).

## Resultados

### Masculino
| Evento | Oro                                                                | Plata                                                  | Bronce                                                              |
| ------ | ------------------------------------------------------------------ | ------------------------------------------------------ | ------------------------------------------------------------------- |
| C1     | Edvin Csabai · Hungría · 2:20:02                                   | José Alfredo Bea · España · 2:20:16                    | Attila Gyore · Hungría · 2:23:16                                    |
| C2     | Edvin Csabai · Attila Gyore · Hungría · 2:12:10                    | Gabor Furdok · Csaba Huttner · Hungría · 2:14:17       | Ramón Ferro · Óscar Graña · España · 2:14:35                        |
| K1     | Manuel Busto Fernández · España · 2:34:37                          | Emilio Merchán · España · 2:33:40                      | Ben Fouhy Nueva Zelanda 2:35:54                                     |
| K2     | Manuel Busto Fernández · Oier Aizpurua Aranzadi · España · 2:24:43 | Viktor Szakali · Krisztian Sziketi · Hungría · 2:24:44 | Jorge Alonso González · Santiago Guerrero Arroyo · España · 2:28:08 |

### Femenino
| Evento | Oro                                               | Plata                                         | Bronce                                           |
| ------ | ------------------------------------------------- | --------------------------------------------- | ------------------------------------------------ |
| K1     | Anna Hemmings Reino Unido 2:16:20                 | Vivien Follat · Hungría · 2:17:14             | Barbara Przybylska · Polonia · 2:17:42           |
| K2     | Renáta Csay · Kornelia Szonda · Hungría · 2:09:38 | Donia Kamstra Alexa Lombard Sudáfrica 2:09:39 | Anne Lolk Thomsen Mette Barfod Dinamarca 2:09:40 |

## Medallero
| Núm. | País          | Oro | Plata | Bronce | Total |
| ---- | ------------- | --- | ----- | ------ | ----- |
| 1    | Hungría       | 3   | 3     | 1      | 7     |
| 2    | España        | 2   | 2     | 2      | 6     |
| 3    | Reino Unido   | 1   | 0     | 0      | 1     |
| 4    | Sudáfrica     | 0   | 1     | 0      | 1     |
| 5    | Dinamarca     | 0   | 0     | 1      | 1     |
| 5    | Nueva Zelanda | 0   | 0     | 1      | 1     |
| 5    | Polonia       | 0   | 0     | 1      | 1     |
|      | TOTAL         | 6   | 6     | 6      | 18    |